# Paula Nascimento
Paula Nascimento (Luanda, 1981) es una arquitecta y comisaria de arte angoleña que, junto con el arquitecto italiano Stefano Rabolli Pansera, fue la comisaria del Pabellón de Angola en la Bienal de Venecia que fue reconocido con el León de Oro por la "mejor participación nacional".

## Trayectoria
Nascimento se formó en la Architectural Association School of Architecture y en la Universidad Southbank de Londres. Trabajó en diversos estudios de arquitectura en Oporto y Londres y colabora frecuentemente con diferentes instituciones y colectivos artísticos, tanto nacionales como extranjeros. Es miembro fundadora del colectivo multidisciplinar luandés Pés Descalços, que desarrolla proyectos culturales.
En 2011, Nascimento fundó, junto con el arquitecto italiano Stefano Rabolli Pansera, el colectivo de investigación de arquitectura, urbanismo, artes visuales y geopolítica Beyond Entropy Africa. Esta iniciativa toma a Luanda, una ciudad que se define por la falta de infraestructuras básicas y una alta densidad de población, como representación del urbanismo en el África subsahariana.

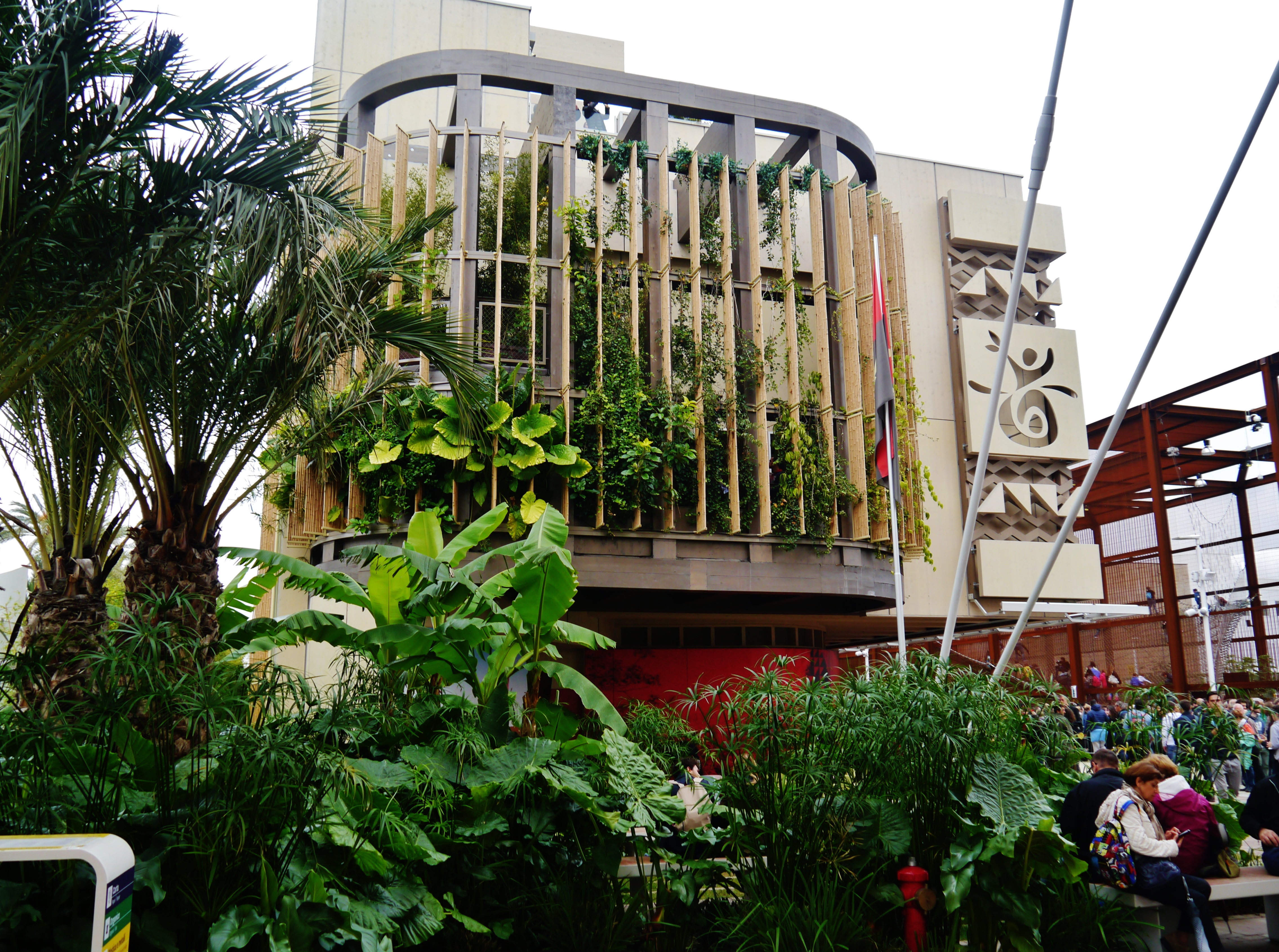
Pabellón de Angola en la Exposición Universal de Milán de 2015 comisariado por Paula Nascimento

Nascimento programó las ediciones de 2005, 2006 y 2007 del festival Africa em Lisboa celebrado en el marco de las fiestas de Lisboa. Con su compañía Beyond Entropy Africa, fue la comisaria en 2012 del Pabellón de Angola en la 13.ª Bienal de Arquitectura de Venecia con el título Beyond Entropy. Un año después, fue la comisaria del Pabellón de Angola en la 55.ª Bienal de Arte de Venecia titulada Luanda, Ciudad Enciclopédica que contaba con el trabajo del fotógrafo Edson Chagas. En 2015 comisarió el Pabellón de Angola en la Exposición Universal de Milán de 2015 y en 2019, junto con Bruno Leitão, la exposición colectiva “Taxidermia do Futuro” que presentaba en el Museo Nacional de Historia Natural de Luanda las obras de diversos artistas africanos como Kiluanji Kia Henda, Grada Kilomba, Mónica de Miranda, Januário Jano, Alida Rodrigues, Keyezua, Teresa Firmino y Helena Uambembe para promover y expandir el conocimiento del arte africano. En 2019, Nascimento se convirtió en la comisaria de la selección de galerías del programa África em Foco de la feria de arte contemporáneo ARCO Lisboa, repitiendo este papel en las siguientes tres ediciones.
Nascimento formó parte de la dirección del Teatro Maria Matos de Lisboa. También es miembro del consejo de administración de la Galería Mangiarbarche y ha sido profesora en varias instituciones académicas, como la Universidad Metodista de Angola, la Universidad Agostinho Neto, el Italcementi Research Lab, el Politécnico de Milán, el Museo Serralves de Lisboa o el Vansa entre otros. Contribuyó en varias publicaciones y catálogos y coeditó, en 2014, el libro "Ilha de São Jorge" con Ana Vaz Milheiro y Stefano Serventi. En 2018, fue la directora artística del escenario EDP Rock Street África en el festival Rock in Rio Lisboa.

## Reconocimientos
El pabellón de Angola, comisariado por Nascimento y presentado en 2013 en la Bienal de Venecia, obtuvo el León de Oro por la "mejor participación nacional", siendo la primera vez que el país africano tenía presencia en el festival.
Recibió en dos ocasiones, en 2013 y 2016, el Premio Angola 35 grados de las Artes y Cultura. En 2015 recibió el premio especial ArcVision Women for Expo que la exposición internacional de Milán otorga para reconocer y crear una red de mujeres que luchen por la erradicación del hambre en el planeta, con motivo de su participación en el equipo organizador del pabellón de Angola en la Expo Milano 2015. Dos años después, su proyecto Beyond Entropy Angola recibió un Certificado de Excelencia en el certamen Africa Architecture Awards.
En 2016 fue jurado del Premio Novo Banco de Fotografía y de la Feria de Arte de Johannesburgo. En 2020, fue seleccionada por el Ministerio de Cultura de Angola como jurado de artes visuales y plásticas del Premio Nacional de Cultura y Artes, el mayor reconocimiento que otorga el estado angolano en los campos de la literatura, el cine y los audiovisuales, las artes plásticas, las artes del espectáculos y la investigación en ciencias humanas y sociales. Ese mismo año, también fue jurado, junto al curador y formador sudafricano Gabi Ngcobo y la escritora y curadora egipcia Sarah Rifky, del festival Henrike Grohs Art Award, organizado por el Goethe-Institut y la familia Grohs para reconocer a los artistas visuales nativos y residentes en el continente africano.